# کیندرهور

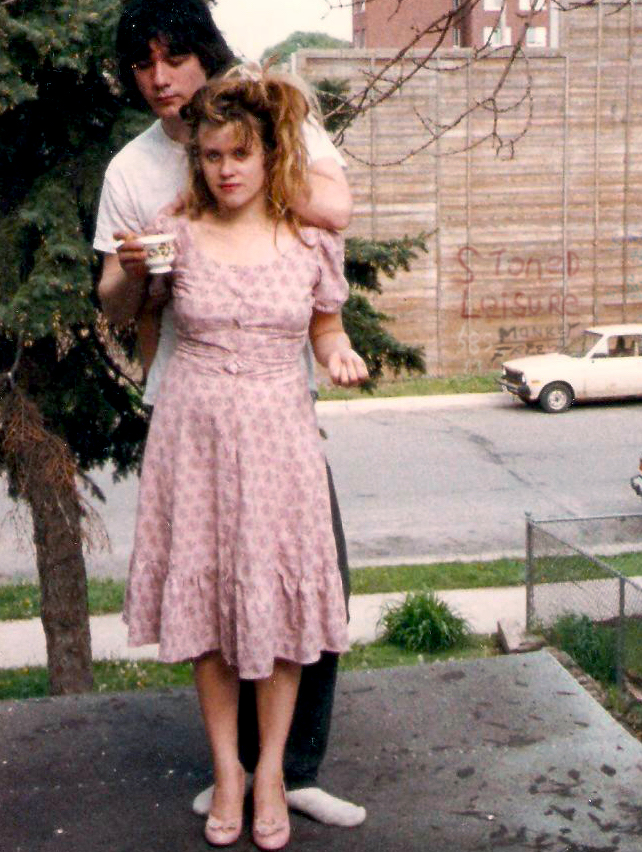
کت بیلند با پوشش کیندرهور در سال ۱۹۹۲

کیندرهور (به انگلیسی: Kinderwhore) یک نوع سبک پوشش بود که در اوایل تا اواسط دههٔ ۱۹۹۰، به‌ویژه میان برخی موسیقی‌دانان گرانج و آلترناتیو راک زن در ایالات متحده، رواج داشت. مشخصهٔ بارز این سبک ترکیب آیتم‌های زنانه و بامزه، مانند پیراهن‌های بیبی‌دال و لباس‌هایی با یقهٔ پیتر پن که با عناصر بزرگسالانه‌تری مثل رژلب قرمز پخش‌شده و آرایش تیرهٔ چشم همراه هستند، می‌باشد. این سبک ریشه در گروهٔ موسیقی پگن بیبیز در میانهٔ دههٔ ۱۹۸۰ دارد؛ گروهی که کت بیلند (خواننده و گیتاریست آیندهٔ بیبز این توی‌لند) و کورتنی لاو (خواننده و گیتاریست آیندهٔ هول) در آن حضور داشتند.این دو با هم زندگی می‌کردند و لباس‌هایشان را با یکدیگر شریک بودند. پس از انحلال این گروه، گروه‌های بعدی این دو نفر به موفقیت چشم‌گیری در جریان اصلی موسیقی دست یافتند و همین امر باعث شد این سبک مد میان مردم جا بیوفتد و حتی طراحان مد سطح بالا، از جمله مارک جیکوبز نیز از آن الهام بگیرند.